# Maria Tipo
Maria Tipo   (Nàpols, 23 de desembre de 1931 - Florència, 10 de febrer de 2025) va ser una pianista i pedagoga italiana.

## Biografia
Formada inicialment gràcies als ensenyaments de la seva mare, que havia estat alumna de Ferruccio Busoni, va perfeccionar posteriorment les seves habilitats amb Alfredo Casella i Guido Agosti.
A només disset anys va guanyar el Concurs Internacional de Ginebra, després d'haver aconseguit el segon lloc l'any anterior, i va començar una sèrie de concerts que la van portar per tot el món i a gravar per a nombrosos segells discogràfics. Entre els seus èxits destaquen els enregistraments de les Variacions Goldberg de Johann Sebastian Bach i les Sonates de Domenico Scarlatti, que li van valer el "Diapason d'Or". Els seus enregistraments de les sonates de Muzio Clementi van ser guardonats amb el "Saint-Vincent for Long Playing 1979".
Va rebre nombrosos premis de la crítica, i va ser condecorada amb el "Fiorino d'Oro" a Florència, nomenada "Acadèmica de Santa Cecilia", i "Officier de l'Ordre des Arts et des Lettres" a França.
Maria Tipo tenia un repertori concertístic extens i heterogeni, amb d'obres més aviat personals i poc convencionals per a l'època. Per exemple, va ser pionera a recuperar les Variacions Goldberg de Bach a la sala de concerts, després d'escoltar Glenn Gould en directe a Amèrica, que li va fer entendre la grandesa de la composició, que aleshores era molt poc interpretada al piano. No es va dedicar especialment a interpretar obres completes -Clementi és l'autor a qui més es va dedicar en aquest sentit, però no en va arribar a enregistrar les obres completes-, preferint triar peces que li resultessin especialment agradables de molts autors diferents. Aquells amb els quals va estar més vinculada i les obres de les quals més li van influir, van ser Bach, Scarlatti, Mozart, Clementi, Beethoven, Chopin i Schumann. A la sala de concerts, però, també es va dedicar a Schubert, a compositors russos (en particular Skriabin, Prokófiev i Rakhmàninov), a Franz Liszt i a l'impressionisme francès (Debussy, Ravel).
Paral·lelament a la seva activitat docent, en nombrosos conservatoris i acadèmies musicals fora Itàlia també va interpretar música de cambra, amb Uto Ughi, Salvatore Accardo, el Quartet Amadeus i el Quartet Fiesole. Maria Tipo va ser membre del jurat del Concurs de Piano Paloma O'Shea de Santander l'any 1984.
Es va casar amb el guitarrista Àlvaro Company i el pianista Alessandro Specchi, i va ser la mare de la violinista Alina Company.